# Lué
Lué (fl. XIX-XX secolo) è stato un nuotatore francese.
Partecipò alle gare di nuoto della II Olimpiade di Parigi del 1900.
Prese parte alla gara dei 200 metri dorso, dove arrivò quinto, nuotando in 4'10"0. Inoltre partecipò alla gara dei 1000 metri stile libero, piazzandosi secondo in semifinale, nuotando in 24'15"0, non qualificandosi per la finale, e a quella dei 4000 metri stile libero, piazzandosi sesto in semifinale, nuotando in 1:46'40"4.